# Нибылица, Василий Иванович
Василий Иванович Нибылица (1910—1945) — Сержант Рабоче-крестьянской Красной Армии, участник Великой Отечественной войны, Герой Советского Союза (1943).

## Биография
Василий Нибылица родился 15 апреля 1910 года в селе Яснозерье (ныне — Черкасский район Черкасской области Украины). До призыва в армию работал сапожником. В 1939—1940 годах проходил службу в Рабоче-крестьянской Красной Армии. В 1941 году Нибылица повторно был призван в армию. С июня того же года — на фронтах Великой Отечественной войны. В боях был ранен.
К сентябрю 1943 года красноармеец Василий Нибылица был сапёром роты управления, 178-й танковой бригады (10-го танкового корпуса, 40-й армии, Воронежского фронта). Отличился во время битвы за Днепр. 24 сентября 1943 года Нибылица переправился через Днепр к югу от Киева и провёл разведку его западного берега, что способствовало успешной переправе основных сил и захвату плацдарма на западном берегу Днепра. В тех боях Нибылица лично уничтожил 8 вражеских солдат.
Указом Президиума Верховного Совета СССР от 23 октября 1943 года за «мужество, отвагу и героизм, проявленные в борьбе с немецкими захватчиками», красноармеец Василий Нибылица был удостоен высокого звания Героя Советского Союза с вручением ордена Ленина и медали «Золотая Звезда» за номером 2357.
В последующих боях получил тяжёлые ранения, от которых скончался 1 февраля 1945 года. Первоначально был похоронен на господском дворе Линкенау (ныне Leszczynka Mała, гмина Малдыты, Острудский повят, Варминьско-Мазурское воеводство, Польша). Позднее перезахоронен на воинском кладбище в городе Моронг.

## Награды
Был также награждён орденами Отечественной войны 1-й степени и Красной Звезды, медалью За боевые заслуги.

## Память
В честь Нибылицы названа улица в его родном селе.